# Museu del Tapís Contemporani
El Museu del Tapís Contemporani estava emplaçat a la Casa Aymat de Sant Cugat del Vallès, on va tenir la seva seu la Fàbrica de Catifes i Tapissos Aymat (fundada per Tomàs Aymat l'any 1926 i amb activitat fins al juliol de 1980). Era la subseu del Museu de Sant Cugat dedicada al tapís contemporani i l'art tèxtil, on es presentava una col·lecció única de tapissos realitzats al llarg del segle xx. El Museu del Tapís mostrava la història de la manufactura fundada per Tomàs Aymat; les innovacions introduïdes per l'Escola Catalana del Tapís, a partir dels anys cinquanta, així com importants obres d'artistes destacats d'aquest moviment, com Josep Grau-Garriga, Aurèlia Muñoz, Josep Royo, Maria Teresa Codina, Maria Assumpció Raventós o Magdalena Abackanowicz entre d'altres.
El museu va tancar les portes l'any 2019 i va heretar part del projecte el Centre Grau-Garriga d'Art Tèxtil Contemporani. L'Ajuntament de Sant Cugat continua sent propietari de la col·lecció de tapissos i art tèxtil contemporani vinculat. Avui és un espai de creació i residències artístiques.